# Jogos Pan-Americanos de 1951
Os Jogos Pan-Americanos de 1951 foram a primeira edição do evento multiesportivo, realizado na cidade de Buenos Aires, na Argentina, entre os dias 25 de fevereiro e 9 de março. Durante os treze dias de competições, participaram 2 513 atletas de 21 países.

## Processo de escolha
A ideia de realizar os Jogos Pan-americanos foi levantada pela primeira vez durante os Jogos Olímpicos de 1932, em Los Angeles (Estados Unidos). Representantes latino-americanos do Comitê Olímpico Internacional (COI) sugeriram que fosse criada uma competição entre todos os países da América, com o intuito de desenvolver o esporte na região.
Em 1937, durante a Grande Exposição Pan-Americana de Dallas, foram realizados os Jogos Olímpicos Pan-Americanos de 1937 - uma espécie de embrião dos Jogos Pan-Americanos - que incluiu disputas de Atletismo, Futebol e Lutas (Boxe e Luta Livre). Este programa foi considerado um sucesso, apesar da pouca divulgação à época.
Com isso, em agosto de 1940, foi realizado o I Congresso Esportivo Pan-Americano, em Buenos Aires, na Argentina. Contou com a presença de representantes dos comitês olímpicos nacionais de 16 países. A Organização Desportiva Pan-Americana (ODEPA) foi criada e reconhecida pelo COI, sendo o norte-americano Avery Brundage escolhido como seu primeiro presidente. Ficou definido que a primeira edição da competição seria realizada em 1942, na própria capital argentina. No entanto, o ataque japonês a Pearl Harbor trouxe grande parte das Américas para a Segunda Guerra Mundial, forçando o cancelamento dos jogos de 1942.
Com o fim do conflito, um segundo Congresso foi realizado durante as Olimpíadas de 1948, em Londres (Inglaterra). Nele, foi confirmada Buenos Aires como a primeira sede dos Jogos Pan-Americanos, a serem realizados em 1951.

## Organização

### Locais de competição
O estádio do Racing Club (Estádio Presidente Perón) acolheu as disputas do futebol, enquanto o do River Plate (Estádio Monumental de Núñez) sediou as provas do atletismo. As partidas de tênis ocorreram nas quadras do Buenos Aires Lawn Tennis Club. Já os eventos de esgrima, ginástica e lutas foram disputados na sede do Club de Gimnasia y Esgrima.
Nas piscinas do Instituto de Investigaciones Técnicas del Ministerio de Obras Publicas, ocorreram as provas da natação e do polo aquático, enquanto as dos saltos ornamentais foram disputadas nas piscinas do Club Obras Sanitarias. O ginásio Luna Park foi o local escolhido para as disputas de boxe e basquetebol, enquanto as partidas de basebol ocorreram no Club Pucará. O Velódromo Municipal do Parque Tres de Febrero sediou as provas de ciclismo, enquanto o Teatro Casino foi o palco dos eventos de levantamento de peso.
A Pista Nacional de Tigre foi palco para as disputas de remo. Nas águas do Rio da Prata, em frente à Dársena Norte e ao Porto de Olivos, ocorreu a disputa na vela. As competições de tiro esportivo e as provas de tiro do pentatlo moderno foram realizadas no Tiro Federal Argentino. O hipismo teve, como palco, o Club Hípico Argentino.
As partidas de polo, esporte que pela primeira e única vez integrou uma edição dos Jogos Pan-Americanos, foram realizadas no Campo Argentino de Polo.

### Vila Pan-Americana
O Colégio Militar de la Nación, situado em El Palomar (a aproximadamente 22 km de Buenos Aires), converteu-se em vila pan-americana para os desportistas masculinos, enquanto que as participantes femininas foram alojadas em três sedes distintas: o Hogar de la Empleada General San Martín ("Casa General San Martín para as Mulheres Empregadas") e outras duas casas de passagem situadas na capital argentina, que pertenciam à Fundação Eva Perón.
A delegação da Argentina ficou alojada em local separado, na cidade de Ezeiza, com exceção à seleção de basquete, que se instalou no Centro de Educação Física de San Fernando.

### Cerimônias

#### Cerimônia de abertura
A cerimônia de abertura dos primeiros Jogos Pan-Americanos ocorreu no dia 25 de fevereiro de 1951, no Estádio Presidente Perón. Teve início com o hasteamento das 21 delegações participantes, que totalizavam 2.513 atletas. Em seguida, desfilaram sob a execução de uma banda militar composta por 800 músicos.  A delegação brasileira, composta por 179 atletas, foi a primeira a desfilar, seguindo-se por ordem alfabética e encerrando pela anfitriã Argentina. O porta-bandeira da delegação argentina foi o maratonista Delfo Cabrera, medalha de ouro nos Jogos Olímpicos de Londres em 1948.
Após o desfile, discursou o presidente do Comitê Olímpico Argentino, Rodolfo Guillermo Valenzuela, que cedeu a palavra ao presidente do Comitê Permanente dos Jogos Pan-americanos, o norte-americano Avery Brundage. O jogador de basquete argentino Oscar Furlong realizou o içamento da bandeira olímpica e o presidente Juan Domingo Perón – nomeado Presidente Honorário dos Jogos – declarou inaugurados os primeiros Jogos Pan-americanos.
Pouco depois, conduzindo a tocha pan-americana (que havia partido de Olímpia, na Grécia), o jogador de basquete grego Aristeidis Roubanis acendeu a primeira pira da história dos Pan-americanos. Outro grego, o atleta Ioannis Sossidis, havia entregue um ramo de oliva a Perón. O atleta argentino Enrique Kistenmacher e a esgrimista Elsa Irigoyen fizeram o juramento olímpico em nome dos atletas participantes dos Jogos.
A presença de símbolos olímpicos em Buenos Aires gerou incômodo no Comitê Olímpico Internacional. A entidade já demonstrava preocupação em proteger os ícones dos Jogos Olímpicos, conforme a primeira edição do Boletim do COI (Bulletin du Comité International Olympique) daquele ano, que incluía um artigo sobre o "Abuso dos símbolos olímpicos". Após a chama ser também utilizada nos Jogos Asiáticos em Deli, na Índia, o COI decidiu estabelecer regulamentos para os Jogos regionais. Apresentou suas propostas na sessão de 1952, em Helsinque, antes das Olimpíadas. Um livreto oficial do COI chamado "Regras para Jogos Regionais" incluía uma cláusula com uma série de proibições de uso em Jogos regionais, dentre os quais: as palavras "olímpico" e "Olimpíadas", os cinco anéis, o lema olímpico e qualquer revezamento de chama ou tocha. Apenas a bandeira olímpica estava autorizada, mas apenas no estádio de abertura. Essa regra perdurou até 1954, quando foi revogada pela entidade.

#### Cerimônia de encerramento
A cerimônia de encerramento dos Jogos Pan-Americanos de 1951 ocorreu no dia 9 de março, no Estádio Monumental de Núñez. Contou com a presença do presidente Juan Domingo Perón, que, após o desfile das delegações, colocou uma faixa com as cores da Argentina na bandeira de cada uma delas.
Em seguida, após o discurso do estadunidense o Avery Brundage, houve o arriamento simultâneo de todas as bandeiras do estádio. Após a entrega dos prêmios nos saltos – última competição realizada no evento – para a equipe do Chile, Eva Perón fez o pronunciamento de encerramento dos Jogos. A pira pan-americana foi então apagada.

## Países participantes
21 países participaram do evento:
| \| - ARG Argentina - BRA Brasil - COL Colômbia - CRC Costa Rica - CUB Cuba - CHI Chile - ECU Equador \| - ESA El Salvador - USA Estados Unidos - GUF Guiana Francesa - GUA Guatemala - HAI Haiti - JAM Jamaica - MEX México \| - NCA Nicarágua - PAN Panamá - PAR Paraguai - PER Peru - TRI Trinidad e Tobago - URU Uruguai - VEN Venezuela \| | | |
| - ARG Argentina - BRA Brasil - COL Colômbia - CRC Costa Rica - CUB Cuba - CHI Chile - ECU Equador | - ESA El Salvador - USA Estados Unidos - GUF Guiana Francesa - GUA Guatemala - HAI Haiti - JAM Jamaica - MEX México | - NCA Nicarágua - PAN Panamá - PAR Paraguai - PER Peru - TRI Trinidad e Tobago - URU Uruguai - VEN Venezuela |

## Modalidades
Foi a única edição dos Jogos Pan-americanos em que a modalidade do polo foi realizada. No total, ocorreram 140 eventos de 20 esportes, sendo 117 eventos masculinos (em todos os esportes), 22 femininos (atletismo, esgrima, natação, saltos ornamentais e tênis) e um misto (tênis).
Na lista abaixo, o número de eventos de cada esporte está entre parêntesis:
| - Atletismo (33) - Basquetebol (1) - Beisebol (1) - Boxe (8) - Ciclismo (8) - Esgrima (8) - Futebol (1) | - Ginástica (8) - Hipismo (6) - Levantamento de peso (6) - Lutas (8) - Natação (14) - Pentatlo moderno (2) - Polo (1) | - Polo aquático (1) - Remo (7) - Saltos ornamentais (4) - Tênis (5) - Tiro esportivo (16) - Vela (2) |

## Quadro de medalhas
País sede destacado.
| Ordem | País               |    |    |    |     |
| 1     | ARG Argentina      | 68 | 44 | 38 | 150 |
| 2     | USA Estados Unidos | 44 | 33 | 18 | 95  |
| 3     | CHI Chile          | 9  | 20 | 12 | 41  |
| 4     | CUB Cuba           | 9  | 9  | 10 | 28  |
| 5     | BRA Brasil         | 5  | 15 | 12 | 32  |